# Halfway There (película)
Halfway There es una película del género comedia de 2018, dirigida por Rick Rosenthal, escrita por Nick Morton, musicalizada por Cody Westheimer, a cargo de la fotografía estuvo Noah Rosenthal y los protagonistas son Matthew Lillard, Blythe Danner y Sarah Shahi, entre otros. El filme fue realizado por Whitewater Films, se estrenó el 23 de enero de 2018.

## Sinopsis
Jimmy Bishop preside un centro de sobriedad y se ve forzado a recibir como clienta a su adinerada progenitora que tiene problemas con la bebida.